# Новая Сэрэцика
Новая Сарацика (рум. Sărățica Nouă, Сэрэцика Ноуэ, Новая Сэрэцика) — село в Леовском районе Молдавии. Является административным центром коммуны Новая Сэрэцика, включающей также село Кымпул Дрепт.

## География
Село расположено на высоте 78 метров над уровнем моря.

## Население
По данным переписи населения 2004 года, в селе Новая Сэрэцика проживает 760 человек (376 мужчин, 384 женщины).
Этнический состав села:
| Национальность | Число жителей | Процентный состав |
| -------------- | ------------- | ----------------- |
| молдаване      | 355           | 46.71             |
| болгары        | 230           | 30.26             |
| гагаузы        | 49            | 6.45              |
| русские        | 45            | 5.92              |
| украинцы       | 42            | 5.53              |
| румыны         | 14            | 1.84              |
| цыгане         | 11            | 1.45              |
| поляки         | 3             | 0.39              |
| прочие         | 11            | 1.45              |
| Всего          | 760           | 100%              |